# Кафедральный собор Таррагоны
Кафедральный собор Таррагоны — католический собор в городе Таррагона (автономное сообщество Каталония) — памятник ранней готики, национальный памятник Испании (с 1905 года). Расположен на возвышенности в историческом центре Таррагоны, окружённом древнеримской крепостной стеной; посвящён святой Фёкле.

## История собора
Первый храм на холме в римской колонии Тарракон был посвящён Юпитеру, верховному богу римлян. С 382 года на этом месте был христианский храм вестготов (один из первых на Пиринеях), позже мечеть.
В 1154 году у Таррагоны появился первый католический епископ — Бернат Торт, монах-августинец из Авиньона. Первый кафедральный собор располагался в здании ещё римской постройки и был посвящён святой Фёкле. Доподлинно неизвестно, когда был заложен новый романо-готический собор, но, согласно историческим хроникам, не ранее 1171 года.
Первоначально собор был задуман как крепостное сооружение с крепкими стенами, зубцами и бойницами. Окна собора располагались высоко, чтобы быть вне досягаемости противника (нынешние крупные окна в абсиде собора были прорублены лишь три столетия спустя). Собор был однонефным, с большой абсидой и расположенными рядом ризницей и трапезной.
Однако во время строительства планы неоднократно менялись. Это было связано и со сменой архитекторов, и с высокой стоимостью работ, и с эпидемией чумы. Собор возводился более 150 лет, освящение его состоялось в 1331 году, строительство было закончено ещё позже — к 1350 году. Благодаря этому в архитектуре собора сочетаются черты романского и готического стиля, что придаёт ей яркую самобытность.
В XIV—XVIII веках к собору пристраивались часовни в различных стилях — готические, ренессансные и барочные.
Крупные реставрационные и восстановительные работы были проведены в соборе в начале XXI века. Им сопутствовали археологические раскопки, в ходе которых, в частности, были найдены древнеримские монеты времён императора Тиберия.

## Архитектура собора
Кафедральный собор Таррагоны представляет собой трёхнефную базилику, имеющую в основании форму латинского креста размером 104 х 54 метра. Ширина центрального нефа — 16,5 метров, высота — 23 метра. На средокрестии возвышается восьмигранный купол с витражами и башенкой. Колокольня собора высотой 65 метров имеет ярко выраженные романские очертания. На колокольне 15 колоколов, самые древние из которых относятся к 1313 и 1314 году и входят в число древнейших в Европе.
К центральному фасаду собора со стороны площади ведёт широкая лестница. Фасад имеет три портала соответственно количеству нефов — центральный, готический, и боковые, романские.
Главный портал собора со стрельчатыми арками богато украшен. Над входом огромное резное окно-роза одиннадцати метров в диаметре, ставшее, можно сказать, визитной карточкой Таррагоны. Тут же барельеф с изображением Страшного Суда, статуи Богоматери, двенадцати апостолов и девяти пророков.
В интерьере собора интересен алтарь XV века мастера Пере Жоана с барельефами, изображающими сцены из жития святой Фёклы, покровительницы Таррагоны;
готические деревянные скамьи XIV века, мраморный саркофаг Хуана Арагонского, епископа Таррагоны, сына короля Хайме II.
Привлекают внимание лепные потолки XIV века, в их оформлении ярко прослеживается арабское влияние.
Примечателен также клуатр собора с его полукруглыми романскими и стрельчатыми готическими арками. При соборе действует епархиальный музей, в котором экспонируется коллекция ковров, старинной керамики и кованных изделий, рукописей, ювелирных украшений и монет.